# Philo Ikonya

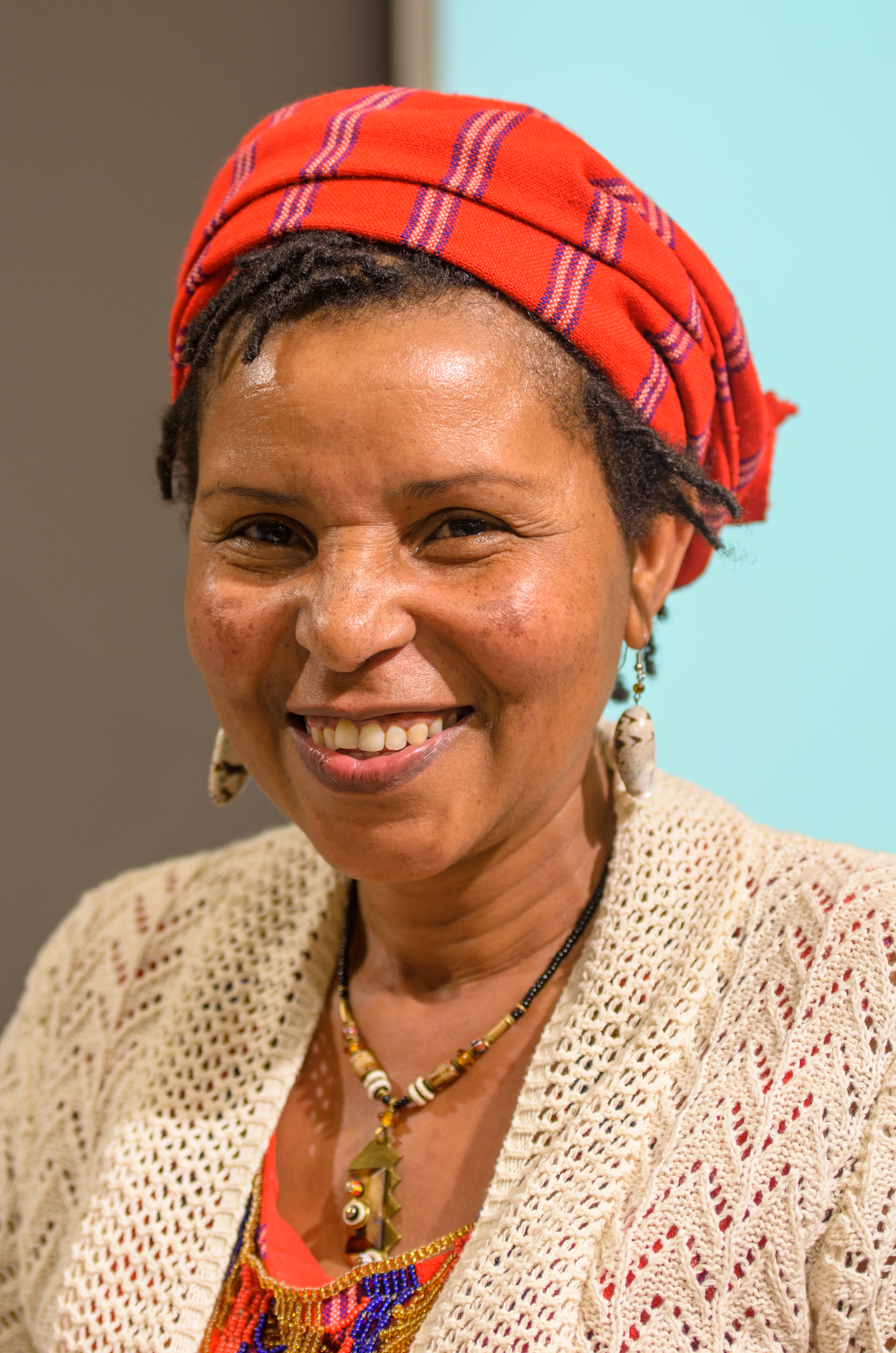
Philo Ikonya (2012)

Philo Ikonya (* 1959) ist eine kenianische Schriftstellerin, Journalistin und Menschenrechtsaktivistin. Seit 2009 lebt sie im Exil in Oslo.

## Leben und Wirken
Philo Ikonya studierte Literaturwissenschaften an der Universität Nairobi und beendete ihr Studium mit einem Masterabschluss.
Ikonya lehrte Semiotik am Tangaza College der Katholischen Universität von Ostafrika und Spanisch an der United States International University Africa und war in Kenia als Kommentatorin zu politischen und gesellschaftlichen Themen in Radio und Fernsehen tätig. Auch in Zeitschriften, Onlinemagazinen und Blogs schrieb sie Artikel über die Situation in ihrem Land.
Sie ist Vorsitzende des kenianischen P.E.N.-Zentrums.
Wegen ihres politischen Einsatzes wurde sie in Kenia bedroht und belästigt, so dass ein Arbeiten dort unmöglich wurde. Seit 2009 lebt sie als Gastautorin der Autorenhilfsorganisation International Cities of Refuge Network (ICORN) in der norwegischen Hauptstadt Oslo.
Als Literatin ist sie Verfasserin mehrerer Romane und Lyrikbände. In deutscher Übersetzung sind der Gedichtband Aus dem Gefängnis (2010) und der Roman Eine nächtliche Führung (2012) erschienen.

## Werke
- Aus dem Gefängnis. Löcker, Wien 2010, ISBN 978-3-85409-565-1 (englisch: Out of prison love songs. Übersetzt von Helmuth A. Niederle, Lyrik).
- Leading the Night. Twaweza Communications, Nairobi 2010, ISBN 978-9966-15-100-1 (Roman).
  - Eine nächtliche Führung. Löcker, Wien 2012, ISBN 978-3-85409-638-2 (Übersetzt von Helmuth A. Niederle).
- This Bread of Peace. Lapwing, Belfast 2010, ISBN 978-1-907276-52-1 (Lyrik).
- Kenya, Will You Marry Me? Langaa Research & Publishing, Bamenda (Kamerun) 2011, ISBN 978-9956-579-79-2 (Roman).
- Still Sings the Nightbird. Langaa Research & Publishing, Bamenda (Kamerun) 2013, ISBN 978-9956-790-93-7.
- (Hrsg. mit Helmuth A. Niederle): Time to Say: NO! Austrian P.E.N.-Club / Löcker Verlag. Wien 2013.
- Splintering Silence. Langaa Research & Publishing, Bamenda (Kamerun) 2014, ISBN 978-9956-792-24-5.
- Invincible Nubia – adios Lampedusa! Löcker, Wien 2015, ISBN 978-3-85409-746-4.
- (Hrsg. mit Helmuth A. Niederle): Schwarze Orphea / Black Orphea. Bedeutsame Wut / Relevant Rage. edition pen Bd. 16, Löcker, Wien 2016, ISBN 978-3-85409-717-4.